# 108 Hecuba
108 Hecuba је астероид. Приближан пречник астероида је 64,97 km,
а средња удаљеност астероида од Сунца износи 3,247 астрономских јединица (АЈ).
Инклинација (нагиб) орбите у односу на раван еклиптике је 4,249 степени, а орбитални период износи 2137,955 дана (5,853 година). Ексцентрицитет орбите астероида износи 0,051.
Апсолутна магнитуда астероида износи 8,09 а геометријски албедо 0,243.
Астероид је откривен 2. априла 1869. године.